# Kaliumperrhenat
Kaliumperrhenat ist eine chemische Verbindung aus der Gruppe der Perrhenate, der Salze der Perrheniumsäure.

## Gewinnung und Darstellung
Kaliumperrhenat kann durch Reaktion von Kaliumhydroxid mit Perrheniumsäure gewonnen werden.
{\displaystyle \mathrm {KOH+HReO_{4}\longrightarrow KReO_{4}+H_{2}O} }

## Eigenschaften
Kaliumperrhenat ist ein weißer Feststoff, der schlecht löslich in Wasser und Ethanol ist. Er besitzt eine tetragonale Kristallstruktur vom Scheelit-Typ mit der Raumgruppe I41/a (Raumgruppen-Nr. 88) und den Gitterparametern a = 567,4 pm und c = 1266,8 pm. Es ist ein starkes Oxidationsmittel.